# 李韫慧
李韫慧（1943年—），辽宁省鞍山市铁东区人，籍贯山东，毕业于辽宁人民艺术剧院，是知名配音演员，曾给《聪明的一休》中的一休配音。国家一级演员。

## 生平
1943年，李韫慧出生在辽宁省鞍山市铁东区，他们家一共7个孩子，父亲是热爱京剧的高级技工。李韫慧早年曾先后在鞍山市实验小学、鞍山市第二初级中学和鞍山市第一高级中学读书，1960年考入辽宁人民艺术剧院，学习歌舞剧。1983年，李韫慧为《聪明的一休》中的一休配音。李韫慧加入了中国戏剧家协会、中国电视艺术家协会。她曾和赵本山、王刚和黄宏等同台合作演出。李韫慧现居广东省珠海市。

## 作品
| 年份 | 中文名称       | 角色             | 导演 | 备注 |
| ---- | -------------- | ---------------- | ---- | ---- |
| 1983 | 聪明的一休     | 一休             | 井方 |      |
| 1994 | 时间飞船       | 幺妮大姐         |      |      |
| 1996 | 天地无用       | 魉呼             |      |      |
| 1997 | 美少女战士     | 酷贝莉尔等       |      |      |
| 1997 | 狮子王         | 白狼             |      |      |
| 1999 | 索菲和弗吉尼亚 | 弗吉尼亚的班主任 |      |      |
| 1999 | 辛巴达历险记   | 鲁米娜           |      |      |